# SAGE (трубопровід)
SAGE (Scottish Area Gas Evacuation) — трубопровідна система, яка забезпечує транспортування газу ряду родовищ у північному секторі Північного моря до берегового терміналу Сент-Фергюс (Шотландія). Можна відзначити, що цей термінал був обраний кінцевою точкою газопроводів з офшорних родовищ різними компаніями, які вивели сюди системи FLAGS, FUKA, Vesterled, FGL.
Основний газопровід у складі системи прокладений до терміналу від платформи Beryl А, встановленої на родовищі із доволі суттєвими для Британії запасами 45 млрд.м3. Введений у дію в 1992 році, трубопровід має довжину 325 км, діаметр 750 мм та максимальну потужність понад 11 млрд.м3. До плаформи Beryl А через трубопровід діаметром 400 мм довжиною 21 км підключена плавуча установка з видобутку, зберігання та відвантаження Gryphon, яка зокрема обслуговує родовище Maclure.
Ще одним великим постачальником газу до системи SAGE стала група родовищ Brae, видобуток газу на якій розпочався у 1994 році. Найбільші запаси тут мало газоконденсатне родовище East Brae — 43 млрд.м3. На ньому встановлена платформа E Brae, яку з'єднали з трасою SAGE трубопроводом довжиною 23 км та діаметром 750 мм. Крім самого East Brae платформа обслуговує видобуток на Devenick (геологічні запаси 12 млрд.м3). Другим за розміром у групі є родовище North Brae, запаси якого оцінюють у 22 млрд.м3. Воно розробляєть через платформу Brae B, під'єднану до E Brae перемичкою діаметром 450 мм довжиною 15 км. В той же час, до платформи Brae B підключили родовища Kingfisher (запаси оцінюються у 8 млрд.м3) та Beinn (запаси біля 4 млрд.м3).
Також через систему SAGE працюють наступні невеликі родовища:
1. Scott, платформа якого з'єднана із SAGE трубопроводом діаметром 250 мм довжиною 13 км. Запаси Scott оцінюються у 8 млрд.м3.Також через цю платформу розробляється родовище East Rochelle, геологічні запаси якого за помірною оцінкою складають біля 4 млрд.м3.
2. Плавуча установка з видобутку, зберігання та відвантаження Ettrick, встановлена на однойменному родовищі у 2009 році. Від неї до SAGE веде перемичка діаметром 150 мм довжиною 6 км.  Підтверджені та ймовірні запаси Ettrick оцінювались у 0,5 млрд.м3, а запаси родовища Golden Eagle (що також використовуватиме цю плавучу установку) у 2 млрд.м3.
3. Норвезьке родовище Alvheim, від плавучої установки якого до врізки в SAGE між родовищами Beryl та Brae прокладено газопровід діаметром 350 мм довжиною 38 км. Також планується підключити сюди об'єкти Ivar Aasen та Edvard Crieg, для чого потрібно прокласти з норвезького сектору трубопровід довжиною 93 км. Таким чином, формально система SAGE є міждержавною, хоча запаси названих родовищ (в сукупності Alvheim, Ivar Aasen та Edvard Crieg містять біля 15 млрд.м3) не дозволяють розглядати її як важливий шлях для експорту норвезького газу.
У Сент-Фергюсі з отриманого газу вилучають фракцію С2+, котра далі може транспортуватись для фракціонування по трубопроводах Крюден-Бей – Кіннейл та Сент-Фергюс – Моссморан. Метан же спрямовується у національну газотранспортну мережу.